# Benoît Peeters

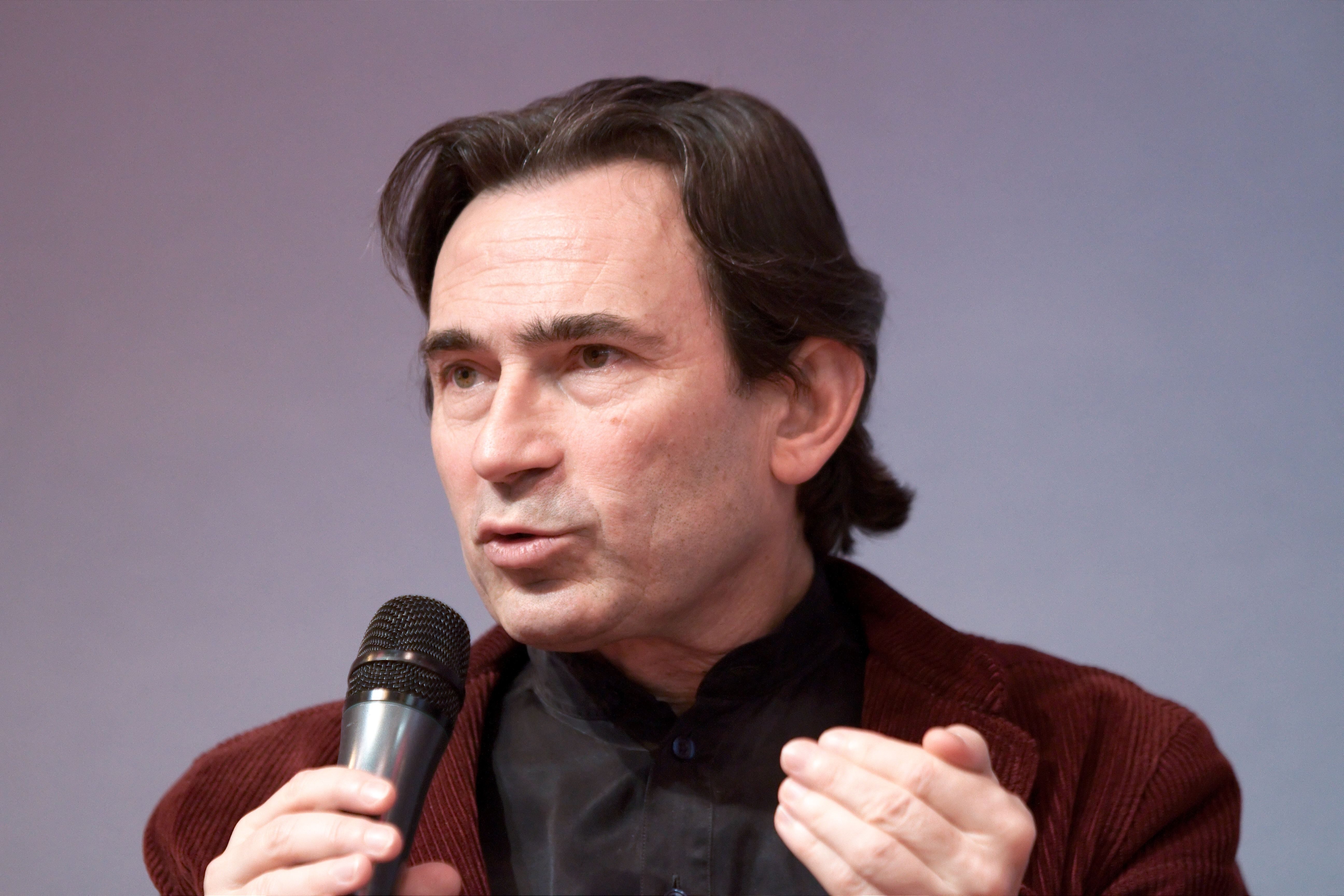
Benoît Peeters en 2010

Benoît Peeters (París; 1956) es un historietista, novelista crítico y biógrafo. 

## Trayectoria
Su padre era un funcionario europeo que se instaló en Bruselas. De origen francés, Peeters estudió filosofía en la Sorbona en París, donde luego preparó su diploma con Roland Barthes.[cita requerida]
Regresó a Bruselas en 1978. Conoció en la secundaria al dibujante François Schuiten, con quien trabajó posteriormente. Inicia su carrera de escritor en 1976 y se dedica de lleno a ella desde 1982, en muy diversos campos.

### Historieta
Su trabajo más conocido es Las ciudades oscuras (Les Cités obscures), una serie creada con el dibujante François Schuiten que se desarrolla en un mundo imaginario el cual se mezcla el surrealismo metafísico Borgesiano con la literatura de Julio Verne, destacando los detallados diseños arquitectónicos de Schuiten para las distintas Ciudades oscuras. La serie comenzó en 1983 con Les Murailles de Samaris (Las murallas de Samaris) y continúan hoy; se han publicado una docena de álbumes de historietas y otros tantos productos relacionados, desde libros ilustrados a falsos documentales en DVD. 
Trabajó con Frédéric Boilet en una serie de álbumes de historieta, que incluyen Love Hotel (1993), Tokyo est mon jardin (1997), y Demi-tour (1997); también colaboró en una serie de relatos fotográficos con Marie-Françoise Plissart.
Ha escrito varios libros sobre el medio de la historietas, que incluyen Le monde d'Hergé (1983), Hergé, fils de Tintin, un estudio del pionero de esos dibujos con texto de Rodolphe Töpffer, y trabajos teóricos como Lire la bande dessinée (1998). Peeters ha pasado ya al mundo de la edición.[cita requerida]

### Biografía
Escribió una biografía de Paul Valéry, en 1989: Paul Valéry, une vie d'écrivain?, autor al que admiraba.
El renombre de Benoît Peeters se ha visto incrementado recientemente por sus trabajos como crítico.[cita requerida] Desde 2007 comenzó a escribir una biografía del filósofo Jacques Derrida que publicó en 2010 junto con su libro-diario, Trois ans avec Derrida, 2010, en el que relataba su personal experiencia de tres años de lecturas y conversaciones con el medio cultural francés y americano para realizarla. A Peeters se le consideró desde entonces como un gran biógrafo.[cita requerida]
En 2014 publicó Tenter de vivre, un ensayo sobre Paul Valéry, y en 2022 Robbe-Grillet, L'aventure du Nouveau Roman, un documento sobre las letras francesas en la segunda mitad del siglo XX.

### Libros
- Omnibus, Minuit, 1976; Les Impressions Nouvelles, 2001.
- La bibliothèque de Villers, Robert Laffont, 1980; Labor, Espace Nord, 2004.
- Paul Valéry, une vie d'écrivain?, Les Impressions Nouvelles, 1989.
- Hitchcock, le travail du film, Les Impressions Nouvelles, 1993.
- Les Métamorphoses de Nadar, Marot, 1994.
- Les Cités obscures, ciclo de libros con François Schuiten, Casterman, 1983-2013.
- Töpffer, l'invention de la bande dessinée, Hermann, 1994.
- Love Hotel, Casterman, 1993.
- Tokyo est mon jardin, Casterman, 1997.
- Demi-tour, Dupuis, 1997.
- Le monde d'Hergé, Casterman, 1983.
- Lire la bande dessinée, Flammarion, 1998.
- Voyages en utopie, Casterman, 2000.
- Derrida, Flammarion, 2010.
- Trois ans avec Derrida. Les carnets d'un biographe, Flammarion, 2010.
- Valéry. Tenter de vivre, Flammarion, 2014.
- Robbe-Grillet, L'aventure du Nouveau Roman, Flammarion, 2022.

### Novela
- Omnibus (Les éditions de Minuit, 1976)
- La bibliothèque de Villiers, (1980)

### Traducciones al español
- El archivista, Norma Editorial, 2001, ISBN 978-84-8431-408-0, con François Schuiten.
- Brüsel: las ciudades oscuras, Norma Editorial, 1993, ISBN 978-84-7904-171-7, con François Schuiten.
- La chica inclinada Norma Editorial, 2005, ISBN 978-84-9814-434-5, con François Schuiten.
- Las ciudades oscuras, La frontera invisible 1, Norma Editorial, 2002, ISBN 978-84-8431-564-3, con François Schuiten.
- La frontera invisible, 2, Norma Editorial, 2004, ISBN 978-84-8431-984-9, con François Schuiten.
- La sombra de un hombre, Norma Editorial, 2000, ISBN 978-84-8431-075-4, con François Schuiten.
- La teoría del grano de arena, Norma Editorial, 2010 ISBN 978-84-679-0055-2, con François Schuiten.
- Tintín y el mundo de Hergé, Editorial Juventud, 1991 ISBN 978-84-261-2523-1
- Tokyo es mi jardín, Ponent Mon, 2006 ISBN 978-84-96427-02-0, con Frédéric Boilet.
- Derrida, Fondo de Cultura Económica, 2013.